# Патон Вилиџ (Калифорнија)
Патон Вилиџ (енгл. Patton Village) насељено је место без административног статуса у америчкој савезној држави Калифорнија.

## Демографија
По попису из 2010. године број становника је 702.
| Група             | 2000.    | 2010.       |
| Белци             | 0 (0,0%) | 514 (73,2%) |
| Афроамериканци    | 0 (0,0%) | 48 (6,8%)   |
| Азијати           | 0 (0,0%) | 4 (0,6%)    |
| Хиспаноамериканци | 0 (0,0%) | 62 (8,8%)   |
| Укупно            | 0        | 702         |